# Alessandra Ermellino
Alessandra Ermellino (Taranto, 22 settembre 1978) è una politica italiana.

## Biografia
Residente a Crispiano, in provincia di Taranto, dove ha lavorato per anni come grafico pubblicitario ed editoriale, specializzato nel settore del racing.
La curiosità e il senso di appartenenza al territorio sono stati i pungoli che qualche anno fa l’hanno portata a intraprendere un percorso universitario assai vicino alla cultura tarantina: consegue infatti una laurea triennale in Lettere e Culture del Territorio, successivamente la laurea magistrale in Filologia Moderna a Bari.
Eletta il 5 marzo 2018 alla Camera dei Deputati, inizia la sua attività presso la commissione Difesa per poi passare (agli inizi del 2021) alla commissione Affari Esteri e Comunitari, in cui riveste il ruolo di vice presidente del Comitato permanente sulla politica estera per il Mediterraneo e per l’Africa. Inoltre è una componente della commissione parlamentare d’inchiesta sulla morte di David Rossi.
Il 28 gennaio 2021, in occasione delle consultazioni per la formazione di un nuovo governo, aderisce alla componente del Gruppo misto Centro Democratico-Italiani in Europa insieme alla deputata Piera Aiello (anch'essa ex M5S).